# Kibakoganea kawaii
Kibakoganea kawaii är en skalbaggsart som beskrevs av Muramoto 2005. Kibakoganea kawaii ingår i släktet Kibakoganea och familjen Rutelidae. Inga underarter finns listade i Catalogue of Life.